# Quercus boyntonii
Quercus boyntonii är en bokväxtart som beskrevs av Chauncey Delos Beadle. Quercus boyntonii ingår i släktet ekar, och familjen bokväxter. IUCN kategoriserar arten globalt som starkt hotad. Inga underarter finns listade.